# Tyne
Tyne (anglicky River Tyne) je 321,8 km dlouhá řeka v severovýchodní Anglii (Spojené království), hrabství Northumberland.

## Průběh toku
Zdrojnice pramení v Cheviot Hills na severních svazích pohoří Penniny. Samotná řeka Tyne vzniká soutokem Severní a Jižní Tyne. Ústí do Severního moře, přičemž vytváří úzký (100 až 400 m) estuár, který je 10 km dlouhý.

## Vodní režim
Průměrný roční průtok vody činí 55 m³/s. Na dolním toku se projevuje mořský příliv, který u Newcastle upon Tyne dosahuje výšky 5 m.

## Využití
Vodní doprava pro námořní lodě je možná k Newcastle upon Tyne. Podél dolního toku řeky se táhne konurbace Tyneside.